# Журавлёва (приток Лисицы)
Журавлёва — река в России, протекает в Томской области. Устье реки находится в 237 км по правому берегу реки Лисица. Длина реки составляет 90 км, площадь водосборного бассейна 1390 км².

## Притоки
- 30 км: Карьял
- 31 км: Чанга
- 36 км: Чёрная (Бол. Черная)
- 47 км: Озёрная
- 59 км: река без названия

## Данные водного реестра
По данным государственного водного реестра России относится к Верхнеобскому бассейновому округу, водохозяйственный участок реки — Кеть, речной подбассейн реки — бассейн притоков (Верхней) Оби от Чулыма до Кети. Речной бассейн реки — (Верхняя) Обь до впадения Иртыша.